# André Héléna
André Héléna, né le 7 avril 1919 à Narbonne et mort le 18 novembre 1972 à Leucate (où il a passé une grande partie de sa vie), est un écrivain français, auteur notamment de romans policiers. Très prolifique, il a publié sous de nombreux pseudonymes : Bob Arnal, Noël Vexin, Andy Helen, Buddy Wesson, Maureen Sullivan, Kathy Woodfield, Herbert Smally, Jean Zerbibe, Sznolock Lazslo, Robert Tachet, Clark Corrados, Peter Colombo, Alex Cadourcy, Trehall, Joseph Benoist, Lemmy West.

## Biographie
L'auteur et ses romans sont presque tombés dans l'oubli en France. C'est la bande dessinée de Jacques Hiron (texte) et Jean-Michel Arroyo (dessin), qui mêle la fiction, l'histoire d'une partie de la vie d'André Helena qui le remet au goût du jour.

### Réception internationale
Les premiers romans d'Héléna paraissent aux éditions Ditis. Durant les années 1950-60, André Héléna écrit des romans policiers mais aussi des romans érotiques. Cet auteur fut l'un des rares auteurs policiers français à être traduit aux États-Unis. En Allemagne, l'œuvre d'André Héléna est relativement bien connue et il est considéré comme l'un des auteurs fondateurs du Roman noir.
Depuis 2008, Laurent Lombard dirige la traduction des œuvres d'André Héléna en Italie, notamment auprès de l'éditeur Fanucci (Cf. André Héléna, Un uomo qualunque, Fanucci, 2008; La Vittima, Fanucci, 2009). Mais c'est principalement la maison d'édition Aìsara qui publie, en Italie, ses romans noirs (I viaggiatori del venerdì, Aìsara 2008 ; Il gusto del sangue, Aìsara 2008 ; I clienti del Central Hôtel, Aìsara 2009 ; Il buon Dio se ne frega, Aìsara 2009 ; Il ricettatore, Aìsara 2009 ; Gli sbirri hanno sempre ragione, Aìsara 2009 ; Divieto di soggiorno, Aìsara 2010 ; Vita dura per le canaglie, Aìsara 2010 ; Il festival dei cadaveri, Aìsara 2011 ; Il  bacio della Vedova, Aìsara 2011 ; Massacro all'anisette, Aìsara 2011 ; Viva la muerte! (J'aurai la peau de Salvador), Aìsara 2012).

## Œuvres
Liste non exhaustive

### Romans noirs
- 1949 : 
  - Les Flics ont toujours raison!
  - Le Bon Dieu s’en fout
  - Me parlez pas des filles
  - Les Salauds ont la vie dure
  - J'aurai la peau de Salvador
- 1951 : 
  - Les Héros s'en foutent
  - Le Festival des macchabées
- 1952 : 
  - La Folle passion de Robert Slene
  - Rencontre chez Borniol
  - Week-end chez les tueurs
  - Un Ratelier pour Anselme (signé sous le pseudonyme de Buddy Wesson)
  - Rencontre dans la nuit
  - Les Anges de la mort
  - La Croix des vaches
  - Le Demi-sel
- 1953 :
  - La Victime
  - Le Goût du sang
  - Le Baiser à la veuve
  - Passeport pour l'au-delà
  - Le Fourgue
  - Des lèvres... À tuer pour elles
  - Hold-up
  - Sang pour sang (signé sous le pseudonyme de Kathy Woodfield)
  - Le Dragon vert (sous le pseudonyme de Bob Arnal)
- 1955 :
  - Massacres à l'anisette (signé sous le pseudonyme de Kathy Woodfield)
- 1956 :
  - Interdit de séjour (en collaboration avec Simone Sauvage)
- 1957 :
  - Entrez dans la danse , Éditions grand damier
- 1958 :
  - Peinture au couteau
  - Le Voyageur du vendredi
- 1959 :
  - En Cavale
  - Le Donneur
  - Le Cheval d'Espagne
  - Le Condamné à mort
  - Les Clients du Central Hôtel
  - Le Filet
- 1960 :
  - La Calèche est avancée
- 1961 :
  - L'Homme de main
- 1964 :
  - Règlement de comptes
- 1965 :
  - J'aurais ta peau
  - Par mesure de silence
  - L'article de la mort

### Séries

#### Série Ennie Murolas
(sous le pseudonyme d'Andy Helen)
- Cette brune est dangereuse, 1951
- J'te dis qu'elle nous aura!, 1951

#### Série La môme Patricia
(sous les pseudonymes de Mauren Sullivan et Kathy Woodfield)
- Liquidez-moi tout ça (signé Mauren Sullivan), 1951
- La Romance de mon colt (signé Mauren Sullivan), 1951
- Faudra cracher au bassinet (signé Kathy Woodfield), 1951

#### Série La môme Murielle
(sous les pseudonymes de Buddy Wesson (1 à 5), Patrica Wellwood (6 et 7) et Terry Crane (8) )
1. Moi, la môme Murielle, 1951
2. Tu peux toujours te l'accrocher !, 1951
3. Ne compte pas sur le sursis, 1951
4. Ta peau ou la sienne, 1951
5. Y'en a un de trop, 1951
6. Muriel contre le gang, 1951
7. Muriel contre la "clés des songes", sans date
8. La môme mène le jeu, 1953

#### Le gars Blankie
(tous les volumes de cette série sont signés Robert Tachet mais seuls quatre ont été écrits par André Héléna)
- Des clous !, 1953
- Tueurs et Cie, 1953
- La Môme est emballée, 1953
- Faut casquer mignonne, 1953

#### Collection la panthère
(seul un titre a été écrit par André Héléna sous le pseudonyme collectif de Saint-Valéry)
- Maria reine des flibustiers, Éditions de la flamme d'or 1953

#### Les aventures de Fanfan la douleur
1. Fanfan la Douleur, 1953
2. Roule pas ta mécanique, 1953
3. Chahute pas, duchesse, 1956
4. Qui paye la der... ?,, 1956

#### L'Aristo
1. T'as l'bonjour de l'Aristo, 1953
2. L'Aristo protège l'orphelin, 1953
3. T'en fais pas pour l'Aristo, 1953
4. L'Aristo chez les tricheurs, 1953
5. L'Aristo chez les aristos, 1953
6. L'Aristo en a marre, 1953
7. L'Aristo n'est pas à vendre, 1954
8. L'Aristo part en chasse, 1954
9. L'Aristo et le fantôme, 1954
10. L'Aristo et le roi Némo, 1954
11. L'Aristo au studio, 1954
12. L'Aristo contre la police, 1954
13. L'Aristo à Pigalle, 1954
14. L'Ombre de l'Aristo, 1955
15. L'Aristo n'aime pas les caves, 1955
16. L'Aristo chez les voyantes, 1955

#### Série Maître Valentin Roussel
(sous le pseudonyme de Noël Vexin)
- Ces messieurs de la famille, 1956 (en collaboration avec Simone Sauvage)
- Champagne obligatoire, 1956 (en collaboration avec Simone Sauvage)
- Les Cloches de Notre-Dame, 1956 (en collaboration avec Claire Cailleaux)
- Tu me la copieras, 1957 (en collaboration avec Claire Cailleaux)
- Le Bar de l'ecluse, 1957 (en collaboration avec Claire Cailleaux)
- Crochet au cœur, 1957
- Descente à Pigalle, 1958
- Le Flambeur, 1958
- Les Petits Fauves, 1958
- Une affaire en or, 1958
- Clandestin, 1958
- La Main à la pâte, 1959
- Du côté de Passy, 1959
- Arrivederci Paris, 1960
- Diamants d'avril, 1960
- Les Rats des Halles
- La Langue sur le feu, 1961
- Des fruits, des fleurs et du plomb, 1961

#### Série Em Carry
- L'Article de la mort, 1965
- Remise de peine, 1966
- Enterrement pour Cythère, 1966
- Les Cailloux de l'illusion, 1966
- Neige au sang, 1966
- Recel de malfaiteur, 1967
- Dix Francs pour mourir, 1967
- Dionysos 7,65, 1967
- Les Crabes, 1967

### Romans érotiques
- Collège Mixte, 1957
- Édition très spéciale, 1958

Sous le pseudonyme d'Alex Cadourcy :
- La Ceinture de chasteté, 1961
- Le Voyage à Marseille, 1961
- Les Tripes du Diable, 1961
- Le Village du péché, 1968 couv. illustrée (par James Hodges)
- Le Doigt du diable, 1968 couv. illustrée (par James Hodges)
- Nuits chaudes à Marseille, 1968 couv. illustrée (par James Hodges)
- L'Amour au whisky, 1969
- Mariage à la provençale, 1969
- Moune, 1970